# Guerra del Anillo
La Guerra del Anillo es un conflicto bélico de ficción narrado en  El Señor de los Anillos, obra  épica del escritor británico J. R. R. Tolkien. En dicha contienda; compuesta por una serie de acontecimientos y batallas que transcurren entre el año 3018 y 3019 de la Tercera Edad del Sol; hombres y otras razas y criaturas se enfrentan representando a dos bandos: los pueblos libres de la  Tierra Media y el Señor oscuro Sauron el Maia, disputándose el control de la Tierra Media y la posesión del Anillo Único.

## Introducción
La historia de la Guerra del Anillo comienza con la forja de los Anillos de Poder y su distribución: Tres fueron para los elfos, siete para los enanos, y nueve para los hombres, pero Sauron forjó en secreto el Anillo Único, un anillo que tenía el poder de controlar a los demás anillos, y atar a sus portadores hasta sumirlos en las tinieblas.

En la última batalla de la Guerra de la Última Alianza, Isildur le cortó el dedo a Sauron con Narsil, la espada de Elendil, y este se desvaneció. Círdan y Elrond aconsejaron a Isildur tirar el Anillo a los fuegos del Orodruin, pero Isildur no lo hizo porque dijo que lo conservaría como herencia de su casa. Isildur marchó hasta Minas Anor y luego se fue al Norte, hacia Arnor. Por el camino, unos orcos le tendieron una emboscada a él y a su compañía, Isildur murió y el Anillo se perdió en las aguas del río Anduin. 

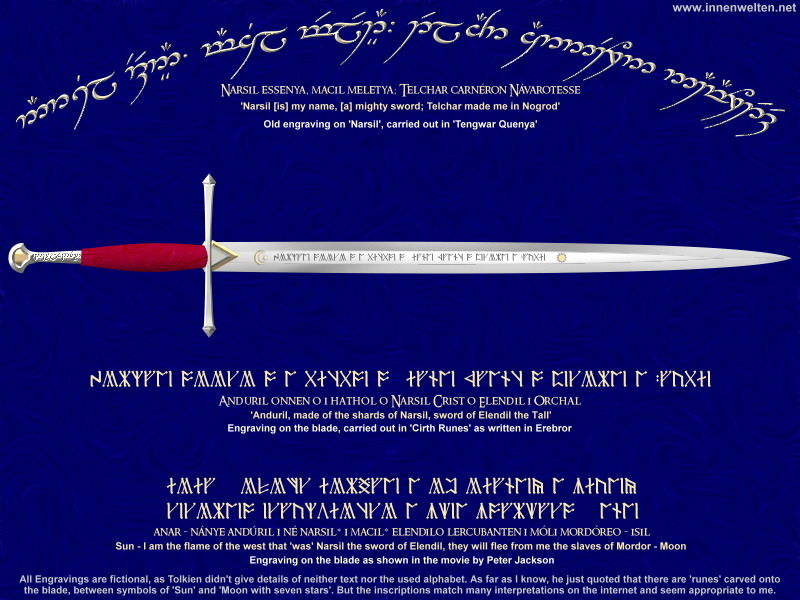
Narsil, espada con la que Isildur arrebató el Anillo Único de la mano de Sauron, junto con su dedo.

El Anillo pasó 2500 años en el río, hasta que un día, un pequeño pescador llamado Déagol, perteneciente a los Hobbits, descubrió algo brillante en el río y lo cogió. Su compañero, Sméagol se lo pidió. Déagol se negó y ambos empezaron a forcejear, pero Sméagol acabó matándolo. Sméagol fue expulsado de su aldea, y se refugió en las Montañas Nubladas, hasta que fue consumido por el Anillo y se convirtió en una extraña criatura llamada Gollum.
500 años más tarde, en la expedición para recuperar Erebor, el Hobbit Bilbo Bolsón se lo quitó a Gollum de su guarida en las Montañas Nubladas. Al terminar la aventura, Bilbo se llevó el Anillo hasta su casa de Hobbiton en La Comarca, y allí lo mantuvo en secreto durante 60 años, hasta que un día, se lo dejó a su sobrino Frodo Bolsón.

## Batallas de Rohan

### Primera Batalla de los Vados de Isen
Saruman reunió un gran ejército de dunlendinos y uruk-hai en las Puertas de Isengard. Théodred dejó a ambos lados del Isen, a la altura de los Vados, a hombres de a pie del Folde Oeste y a tres compañías de Caballería de su Éoréd; custodiándolos y marchó hacia el norte, y por las márgenes occidentales del río, para atacar a Saruman antes de que este movilizara a su ejército.
Acompañado de ocho compañías de jinetes y una de arqueros y a unas veinte millas de los Vados, se topó con la vanguardia del ejército a la que dispersó. Pero cuando avanzó se encontró con que Saruman le había tendido una trampa, pues lo esperaba tras trincheras preparadas al efecto y con soldados armados con picas, además de varias compañías que lo flanquearon por el oeste; por lo que su vanguardia casi es diezmada. Solo lo salvó de la derrota total el hecho de que su retaguardia pudo contener, a duras penas, un contraataque. Théodred ordenó la retirada de inmediato. Y aunque esta fue ordenada no pudo librarse del enemigo que lo siguió hasta los Vados.
La ventaja de Saruman consistía en que podía mandar tropas por ambas riberas del río. Mientras que los Rohirrim no podían desplazarse hacia el oeste pues se enfrentarían con los pueblos dunlendinos de las regiones del Adorn. Por eso los vados eran la única salida. Entonces Théodred cometió un grave error, se apostó en el centro del Islote y dejó el cuidado de la margen occidental del río a al mando de Grimbold.
Fue así que fuerzas Orcas, provenientes de la margen Este llegaron con mucha rapidez. La guarnición de la derecha fue entonces sorprendida por los enemigos y con muchas pérdidas se tuvo que retirar hacia el este y Théodred fue atacado por la espalda. Grimbold vio como las huestes de Saruman atacaban el islote y poco pudo hacer puesto que otra fuerza enemiga llegó a donde estaba él y tuvo que contenerla. Oyó como Théodred pidió socorro, y en seguida fue a salvarlo. Él mismo mató al semiorco, pero hubiese perecido de no ser por la llegada de Elfhelm, que venía con una fuerza de Edoras, y que dispersó a los atacantes del Islote en una lucha corta pero sin cuartel.
En la noche del 25 de febrero de 3019 T. E. finalizó la Primera Batalla de los Vados del Isen con la muerte de Théodred en brazos de Grimbold.

### Segunda Batalla de los Vados de Isen
Tras la primera batalla y a pesar de su derrota y a las grandes pérdidas de hombres y caballos; los rohirrim conservaron los Vados del Isen.
Durante los tres días siguientes los rohirrim, encabezados por Erkenbrand, reunieron fuerzas del Folde Oeste para unirlas a las que habían quedado en Los Vados y las pusieron al mando de Grimbold, quien compartió la conducción con Elfhelm que dirigía la Éoréd de Edoras.
Grimbold dispuso tropas en el extremo occidental ocupando los fuertes que había en los extremos y él permaneció con la caballería en el lado este de los Vados, dejando el islote vacío. Mientras tanto, Elfhelm llevó a sus hombres al margen este del río.
Las fuerzas de Saruman eran muchísimas y las puso en movimiento el 2 de marzo del año 3019 T. E. Antes del mediodía llegaron fuerzas de élite y atacaron los fuertes del lado Oeste de los Vados, que resistieron fieramente. Mientras atacantes y defensores se batían, una gran tropa de Uruks cruzó el río. Grimbold avanzó para contenerlos, pero el capitán enemigo sacó una fuerza que tenía inactiva y quebrantó el avance del Rohir; quien, a pesar de todo, aún mantenía la orilla este. Elfhelm, mientras tanto, reunió a sus compañías y fue en apoyo de Grimbold colocando a sus fuerzas a suficiente distancia entre sí como para que sirvieran de contención en caso de ser superados y de protección si eran atacados por el Norte. Llegada la noche, el ataque se detuvo momentáneamente y los rohirrim velaron la armas.
No era aún la medianoche cuando desde el Norte y por el lado Este del Isen vieron llegar una vanguardia del resto de las tropas enemigas. Y junto las que ya estaban apostada del lado Oeste atacaron. Grimbold retiró a su hueste y formó un escudo en torno al campamento. El ejército enemigo avanzó sobre el escudo arrojando antorchas con la esperanza de prender fuego a los almacenes de armas y de provisiones, pero como esto no pudo lograrse, feroces batallones de dunlendinos chocaron contra los rohirrim. Pero el escudo resistió todavía.
Elfhelm no había podido llegar, por lo que Grimbold solo pudo hacer una cosa: sacó por el lado este del escudo una tropa de caballería comandada por Dúnhere, que atacó al enemigo por ese lado y luego, dándose vuelta y dividiéndose, los atacó por el Norte y por el Sur. Esta maniobra desorientó al enemigo que pensó que una gran fuerza había llegado en apoyo de los rohirrim. Y mientras se debatían contra esta "nueva" amenaza, Grimbold, aprovechando la noche oscura, sacó del escudo a la mayoría de sus hombres, haciéndolos correr hacia el este de la Gran Curva del Isen. Tarde, los soldados de Saruman advirtieron la maniobra y decidieron no seguirlos ahora que tenían control sobre Los Vados. Fue así que el valiente Grimbold salvó a la mayoría de sus tropas.
Mientras ocurría la Batalla en los Vados, Elfhelm se las había tenido que ver con el grueso de las tropas de Saruman que avanzaron por la orilla Este del Isen en dirección al Abismo de Helm. Fue atacado por una vanguardia de orcos montados en Huargos que se interpusieron entre él y Grimbold, y que además atacaron a las pequeñas compañías que había organizado detrás de él. Dándose cuenta de que eran solo una avanzada, reunió a todos los hombres que pudo y los retiró del campo.
La Segunda Batalla había significado otra derrota de los Jinetes de la Marca. Pero la acción posterior tanto de Grimbold, como de Elfhelm de poner a salvo a sus tropas, luego de que vieran que no podían contener al enemigo fue aprovechada por Gandalf. Quien los encontró muy avanzada la tarde del 3 de marzo, luego de que Ceorl llevara la noticia de la derrota en los Vados. El Mago reunió las tropas dispersas y envió a un grupo a enterrar a los muertos en el Islote, a Grimbold a unirse a Erkenbrand para ir a Cuernavilla y a Elfhelm a proteger a Edoras.

### Batalla de Cuernavilla

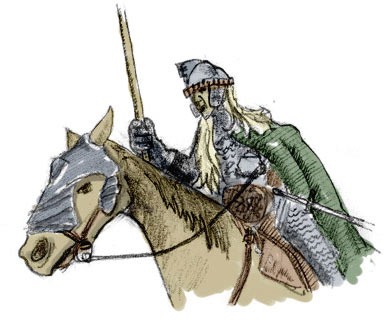
Ejemplo de un rohir que marcha a la guerra.

La Batalla de Cuernavilla transcurrió entre el 3 y el 4 de marzo del año 3019 de la Tercera Edad en el Abismo de Helm, y enfrentó a los ejércitos de Saruman, compuestos por uruk-hai, semiorcos y dunlendinos; contra el ejército de Rohan, comandado por Théoden y Éomer.
En la batalla también participaron los Ucornos, enviados por Bárbol. A mediodía del 3 de marzo llegan Théoden, Éomer, Aragorn, Legolas y Gimli al mando de un millar de Jinetes provenientes de Edoras.
Tras un intercambio de flechas en la empalizada de Helm, los atacantes cubrieron en la explanada del Muro del Bajo. A medianoche, atacaron la Puerta de Helm con unos arietes. La puerta empezó a ceder, pero Aragorn, Gimli y Éomer salieron de un portón en el muro de la fortaleza y mataron a unos cuantos enemigos. Entonces , los atacantes lanzaron escalas para subir al Muro del Bajo, aunque son rechazados. Unos Uruks penetran al muro por el canal del Arroyo del Bajo, pero Gimli, Gamelin y unos cuantos guerreros los mataron y taparon la abertura con piedras, pero más tarde, una mina estalló y provocó que las paredes se derrumbaran. Muchos Uruks entraron en el Abismo de Helm y los defensores se retiraron, atrincherándose en Aglarond y en Cuernavilla.
Al alba sonó el cuerno de Helm, y Aragorn y Théoden lanzaron una ofensiva, saliendo con varios Jinetes por la puerta. Al llegar al Valle del Bajo, se dan cuenta de que está lleno de Ucornos que ha mandado Bárbol. En ese momento, apareció el ejército de Erkenbrand, con Gandalf y mil Rohirrim del Folde Oeste. Con la inminente victoria, los Uruks huyeron al bosque de Ucornos, donde fueron aplastados. En cambio, los dunlendinos se rindieron y abandonaron las armas.

## Batallas de los Ents

### Destrucción de Isengard

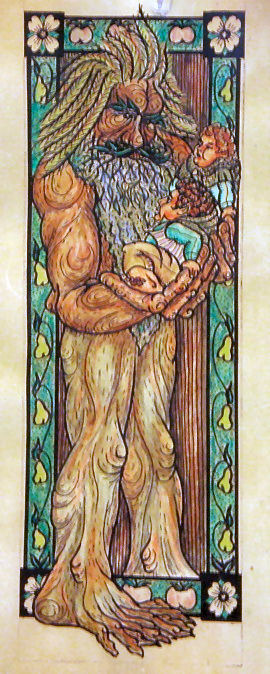
Bárbol, líder de los Ents que marcharon hacia Isengard.

Mientras toda Rohan se prepara para lo que sería la Batalla de Cuernavilla, acantonando todas las tropas disponibles en el Abismo de Helm, los hobbits Merry y Pippin acompañaron a Bárbol a un lugar del Bosque de Fangorn para asistir a la Cámara de los Ents. Allí se decidió, luego de tres días de deliberación, atacar Isengard para destruir a Saruman. A la tarde del día 2 de marzo del año 3019 T. E. muchos Ents y un ejército de Ucornos se dirigieron a Isengard.
Mientras iban hacía Isengard, Bárbol vio partir de allí un gran ejército, y cuando estos desaparecieron, llegaron hasta las puertas que guardaban Isengard y, golpeándolas, llamó a Saruman, solicitándole que se rindiera. No solo no recibió respuesta, sino que fue atravesado por algunas flechas orcas. Bárbol, enfadado, emitió un prolongado hum-hom y unos doce ents acudieron en su ayuda para destruir Isengard. Al cabo de un tiempo las puertas y gran parte de la muralla estaban destruidas.
Comenzó pues, pasada la medianoche, el ataque contra la fortaleza de Saruman. Un ejército de Ucornos rodeaba Isengard y no dejaron salir a ningún orco con vida. Mientras tanto los Ents destruyeron toda la muralla del lado sur.
Saruman puso a funcionar sus diabólicas máquinas y el fuego empezó a brotar por todos lados. El Ent Hayala fue quemado por completo. Esto enloqueció al resto, que corrieron enfurecidos todos alrededor de Orthanc, destrozándola. Los Ents empezaron a tirarle piedras a la torre, pero la dura roca con que estaba hecha no cedía. Bárbol, temiendo por los suyos, que se lastimaban contra Orthanc, con una orden los frenó.
Durante todo el día 3 de marzo, no se sintió ni pasó nada, pero por la tarde, Merry y Pippin observaron que un "bosque" de Ucornos custodiaba la parte septentrional del Valle; y oyeron ruidos extraños. Los Ents habían estado taponando y embalsando el río Isen y los arroyos que desembocaban en él. A la noche soltaron los diques y las aguas del río inundaron el valle, a través de un hueco en la muralla Norte; en un aluvión estruendoso y poderoso. Los Fuegos de Isengard se apagaron y todas las cuevas y construcciones se anegaron con un agua nauseabunda; el vapor cubrió todo Isengard. A la tarde del día siguiente los Ents devolvieron el río a su cauce natural.

### Batalla de las Lindes de Fangorn
Batalla librada el 12 de marzo del año 3019 T. E. entre los Ents y los Orcos en las cercanías de Fangorn.
Poco nos dicen las crónicas sobre esta batalla puesto que ningún Hombre o Elfo estuvo presente en la misma, y por tanto, los pocos datos de que disponemos los conocemos por lo que Bárbol nos contó. Según se dijo los Orcos de Dol Guldur llegaron remontando el Río Anduin y descendiendo por el norte rodeando el bosque de Lórien para atacarlo. Sin embargo en esta batalla, librada el 11 de marzo de 3019 T. E., los Orcos fueron rechazados, pues el poder de los Elfos de Lórien era muy superior. Tras su derrota los Orcos bordearon el bosque y se dirigieron al sur, en dirección al Páramo en donde el día 12 de marzo, los Ents procedentes de Fangorn y de Isengard, les salieron al encuentro causando una gran matanza. Se dice que los Orcos quedaron estupefactos cuando vieron a los Ents puesto que desconocían su existencia, y que pocos Orcos lograron escapar con vida en aquella batalla, pues muchos perecieron ahogados en el Río Anduin al intentar huir en dirección este, seguramente hacia las Tierras Pardas al intentar regresar a Dol Guldur.
Esta batalla fue de gran importancia ya que gracias al ataque de los Ents se evitó que los Orcos invadieran Rohan, que en aquellos momentos se encontraba escasamente defendida.

## Batallas de Gondor

### Batalla de Osgiliath
La que sería como conocida como 'Guerra del Anillo' dio comienzo en junio del año 3018 de la Tercera Edad, a causa de un ataque doble de Sauron a Osgiliath y al Bosque Negro. Los uruk-hai de Mordor, provenientes de Minas Morgul, partieron a luchar contra la guarnición de Osgiliath. Sauron tenía dos objetivos, que los Nazgûl cruzaran el Anduin en busca del Anillo Único y probar la fuerza de Gondor. Boromir rechazó el ataque y derribó el puente, acontonando una guarnición en la orilla oeste.
El 11 de marzo del 3019 T. E., Faramir es enviado por Denethor II a defender Osgiliath junto con sus montaraces de Ithilien, para ayudar a la guarnición allí establecida. Las fuerzas de Sauron llevaban mucho tiempo construyendo balsas y puentes en secreto. El 12 de marzo, un ejército proveniente de Minas Morgul, con la ayuda de los haradrim y hombres del este, atacaron la ciudad cruzando el Anduin. Faramir, viendo que él y sus hombres no podían ganar la batalla, ordenó la retirada, retrocediendo hasta los fuertes del Rammas Echor, donde, a pesar de causar muchas bajas al enemigo, finalmente tiene que ordenar la retirada a Minas Tirith. Con el apoyo de Mithrandir y los caballeros de Dol Amroth, liderados por Imrahil, Faramir es capaz de volver con vida del asedio de Osgiliath, trayendo consigo una pequeña guarnición que se uniría al ejército de la ciudad.

### Batalla de los Campos del Pelennor
Fue esta la batalla más grande de la Guerra del Anillo. Comenzó con el Sitio de Minas Tirith, que duró desde la noche del 13 de marzo del 3019 T. E., hasta el amanecer del 15 de marzo de ese mismo año. El Sitio empezó cuando el ejército del Señor de los Nazgûl abrió brechas en el Rammas Echor y barrió el Pelennor, empujando a las fuerzas de Gondor a Minas Tirith.
El 14 de marzo las catapultas incendiaron el primer nivel de la ciudad y los Nazgûl desmoralizaron a los defensores. Al día siguiente, antes del amanecer, el Rey Brujo rompió la puerta de Minas Tirih, pero antes de que pudiera entrar, los Rohirrim llegaron al Pelennor, obligando al Rey Brujo a irse.
El 15 de marzo de 3019 T. E. se produce el enfrentamiento entre las tropas de Sauron, compuestas por unos 30.000 haradrim, variags y Orientales, y otros tantos miles de orcos dirigidos por el Rey Brujo, y las fuerzas de Minas Tirith, ayudadas por unos 3.000 o 4.000 hombres de los feudos australes, las fuerzas supervivientes de Osgiliath , por los caballeros de Ithilien y por 6.000 jinetes llegados de Rohan.
Antes de la salida del sol, el Rey Brujo hizo añicos las puertas de Minas Tirith, pero le impidió la entrada a la ciudad la inesperada llegada de los rohirrim, quienes, conducidos por Théoden, en las primeras horas del día barrieron al ejército de los haradrim y rompieron las filas del ejército enemigo. No obstante, El señor de los Nazgûl logró dispersar a los Rohirrim y mató a Théoden. El Rey Brujo fue a su vez muerto por Éowyn y Merry.
Éomer condujo a los rohirrim en un furioso ataque contra los haradrim, pero a media mañana, a pesar de la ayuda de la caballería de Gondor, comandada por Imrahil, el avance rohirrim  fue frenado en el sur, pues les fue imposible derrotar a los Mûmakil.
Mientras tanto, Gothmog, el nuevo comandante de Mordor, había lanzado sus fuerzas de reserva a la batalla, y la infantería de Gondor estaba siendo rechazada de nuevo a Minas Tirith. Alrededor del mediodía, los rohirrim fueron rodeados aproximadamente a una milla al norte de Harlond. Pero justo en ese momento, Aragorn desembarcó en los puertos con una gran flota procedente de los feudos del sur de Gondor. Las fuerzas de Gondor se extendieron por los campos del Pelennor, y a la puesta del Sol, todos los invasores habían sido muertos o expulsados hasta más allá del Rammas Echor.

### Batalla de Pelargir
Esta batalla se libró el día 13 de marzo del año 3019 T. E. En ella se enfrentaron el ejército de los Muertos, así como los Dúnedain venidos del Norte, ambos bajo el mando de Aragorn, y el ejército compuesto de los Corsarios de Umbar y los hombres de Harad.
El día 11 de marzo, Aragorn, junto con la Compañía Gris y el ejército de los Muertos, llegó a Linhir, donde estaban enfrentándose los habitantes de Lamedon y los corsarios de Umbar. Los corsarios, al ver llegar a los Muertos, huyeron, y las fuerzas de Angbor se sumaron a las de Aragorn. El ejército llegó a Pelargir el día 13 de marzo. Allí se encontraron con unos 50 navíos de gran calado y muchas embarcaciones más pequeñas. Los haradrim se vieron atrapados en el borde del Anduin y se vieron obligados a pelear con el ejército de Aragorn, entonces Aragorn convocó al ejército de los Muertos y todos los Haradrim huyeron de la batalla. Mientras los Muertos atacaban las naves, el ejército de hombres persiguió a caballo a los haradrim, hasta que, al terminar el día, ningún haradrim quedó con vida.
Tras la batalla, los hombres llegados de Lebennin y del Ethir se unieron al ejército de Aragorn, y partieron todos en la Flota Negra en dirección a Minas Tirith. Los hijos de Elrond, Elrohir y Elladan, se unieron a la Compañía Gris, y tomaron parte en esta batalla.

## Batallas de los Elfos

### Asedio a Lorien
Llamamos así a las tres batallas libradas los días 11, 15 y 22 de marzo del año 3019 de la Tercera Edad entre los Elfos de Lórien y los Orcos de Dol Guldur en Lórien.
Nos dicen los Sabios que el Reino Elfico de Lórien sufrió durante la Guerra del Anillo tres ataques de los Orcos procedentes de Dol Guldur. Sin embargo el Reino de los Elfos demostró ser demasiado poderoso como para que nadie lo hubiera podido conquistar, salvo que el propio Sauron hubiera acudido allí en persona, y por tanto, estos ataques fueron rechazados uno a uno.
Los ataques se realizaron, como hemos visto antes, en tres tandas, con insistencia y con gran crueldad, resultado de la cual en estos duros combates fueron gravemente dañados los hermosos bosques que formaban la frontera natural de Lórien. Tras la Caída de Sauron, y aprovechando que el miedo y la desesperación invadió el corazón de sus enemigos, Celeborn partió con un ejército y conquistó la antigua fortaleza de Sauron en la Batalla de Dol Guldur, librada el 28 de marzo del año 3019 T.E., poniendo fin así a la posibilidad de sufrir más ataques de sus enemigos.
Se dice que tras estas batallas nada volvió a perturbar la vida de los Elfos Silvanos, pero tras la partida de Celeborn solo quedaron algunos de sus antiguos moradores en Lórien, y ya no hubo luz ni canciones en Caras Galadhon.

### Batalla del Bosque Negro

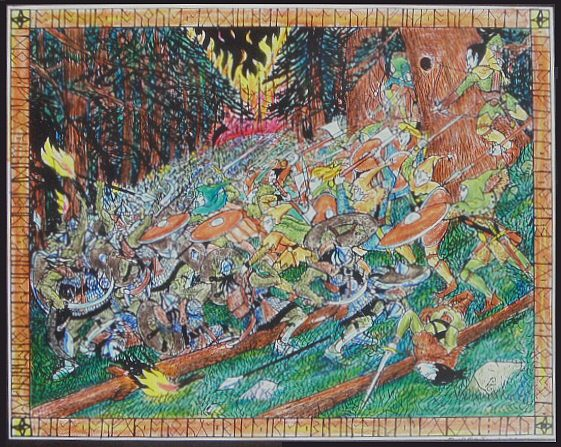
La Batalla bajo los árboles, en un dibujo de Tom Loback.

La batalla del Bosque Negro, también llamada Batalla bajo los árboles, fue una importante y prolongada serie de batallas. Los orcos de Dol Guldur intentaron tomar el Bosque Negro y derrotar a los elfos de allí, pero fueron rechazados.
La primera batalla ocurrió el día de junio del año 3018 de la Tercera Edad.
Sucedió un día que Gollum, al que de vez en cuando soltaban para que pudiera curarse de su obsesión del Anillo, que una vez subido al árbol se negó a bajar, los guardias no tenían ganas de ir a buscarlo, y por tanto decidieron montar la vigilancia al pie del árbol hasta que Gollum decidiera bajar.
Se dice que ese día, el 20 de junio de 3018 T.E., se produjo la que podemos llamar la Primera Batalla del Bosque Negro. En realidad no se trata de una batalla en toda regla, sino más bien de una escaramuza de los Orcos, cuyo objetivo era capturar a Gollum. Era de noche cuando de repente los Orcos atacaron a los Elfos que montaban guardia al pie del árbol. Los Elfos rechazaron el ataque pero eran muchos y muy feroces, y finalmente, cuando la lucha cesó, los Elfos descubrieron que Gollum había escapado, y que los guardianes habían muerto o habían sido apresados.
La segunda batalla fue librada el 15 de marzo del año 3019 de la Tercera Edad.
Durante la Guerra del Anillo, ocurrió una batalla ya verdaderamente grande en el Bosque Negro. Según dice Tolkien, un gran contingente orco partió de Dol Guldur para atacar el Reino de los Elfos en el norte del Bosque Negro. El 15 de marzo del año 3019 T.E. el ejército de Thranduil salió al encuentro de las tropas invasoras y hubo entonces una larga y dura batalla bajo los árboles, y una gran ruina provocada por el fuego de los Orcos. Sin embargo, en la Batalla del Bosque Negro los Elfos de Thranduil obtuvieron la victoria y expulsaron a los Orcos de su reino, que desde entonces no volvió a sufrir más ataques.

### Asedio a Dol Guldur
Batalla librada en el año 3019 de la Tercera Edad entre los Elfos de Lórien y los Orcos en Dol Guldur.
Tras la Caída de Sauron los Elfos de Lórien, liderados por Celeborn, se dispusieron a atacar Dol Guldur. El 28 de marzo del año 3019 T.E. cruzaron el Anduin en numerosos botes y se lanzaron a la conquista del antiguo refugio de Sauron aprovechando que tras su Caída sus sirvientes estaban desesperados y llenos de terror. Se libró entonces la Batalla de Dol Guldur, en la que los Elfos de Lórien se apoderaron de la antigua fortaleza del Nigromante tras varios días de batallas. También Galadriel fue allí, y derribó los muros, dejando al desnudo las oscuras mazmorras, limpiando de esta manera el bosque del mal que durante tanto tiempo habitó entre sus muros.
El día 6 de abril del año 3019 T.E. Celeborn se encontró con Thranduil en medio del Bosque Negro, y le dieron el nuevo nombre de Eryn Lasgalen, El Bosque de las Hojas Verdes. En ese encuentro decidieron dividir el bosque, y Celeborn decidió gobernar el bosque austral bajo los Estrechos, llamándolo Lórien Oriental.

## Batallas de los Enanos

### Batalla de la Ciudad de Valle
El 14 de marzo del año 3019 T. E., Sauron envió un gran contingente de orientales para atacar la Ciudad de Valle . En las fuerzas del bien se encontraban hombres de Valle, enanos de Erebor y tal vez hombres de Esgaroth comandados por Brand y Dáin II Pie de Hierro, y en las fuerzas del mal se encontraban hombres de Rhûn. Las fuerzas de Sauron probablemente fueran más numerosas, pero los defensores contaban con las grandes armas fabricadas por los enanos.
Después de tres días de luchas, los hombres de Valle y Esgaroth y los enanos de Erebor se vieron obligados a retirarse hasta la Montaña Solitaria. Un grupo de enanos y hombres comandados por Brand y Dáin lucharon ante la puerta de Erebor. En esa lucha murieron Brand y Dáin. Los hombres y enanos resistieron varios días en la montaña, hasta que llegaron noticias de la destrucción de Sauron y los orientales perdieron la moral. En ese momento, Thorin III Yelmo de Piedra, rey de Erebor, y Bardo II, rey de Valle, salieron con su ejército y expulsaron a los orientales de sus tierras.

## Batallas de Rohan y Gondor

### Batalla de Cair Andros
Durante la Guerra del Anillo, al mismo tiempo que los orcos de Minas Morgul toman Osgiliath, Cair Andros es tomada por las fuerzas orcas provenientes del Morannon.
Tras la Batalla de los Campos de Pelennor, los hombres oscuros y orcos supervivientes que lograron huir de Anorien (los que allí huyeron fueron tomados por la retaguardia por drúedain y por rohirrim por la vanguardia), fueron expulsados de la fortaleza por hombres de Rohan y Lossarnach enviados por Aragorn durante su marcha hacia la Puerta Negra el día 23 de marzo.

### Batalla de Morannon
Una de las últimas batallas de la Guerra del Anillo se libró en el valle de Udûn, ante la Puerta Negra de Mordor. Después de la victoria en la Batalla de los Campos del Pelennor, los ejércitos del Oeste marcharon a la Puerta Negra con el fin de distraer a Sauron y darle tiempo a Frodo. El 25 de marzo de 3019 T. E. llega a la Puerta Negra un ejército de seis mil hombres con Aragorn a la cabeza. Otros personajes importantes que se encontraban allí eran: Gandalf, Imrahil, Elladan y Elrohir, Éomer, Legolas y Gimli, Beregond y Merry y Pippin.
Cuando llegaron, Boca de Sauron los recibió, proponiéndole unas condiciones, y las rechazaron, entonces Boca de Sauron se retiró y un gran ejército de orcos, hombres y trolls salió de la Puerta Negra. Los hombres del Este cargaron primero y desde las colinas del Morannon bajó un ejército de Orcos. Las colinas estaban defendidas por hombres con lanzas y espadas. Aragorn y Gandalf enarbolaban el estandarte de Gondor, y en la colina opuesta ondeaban los estandartes de Rohan y Dol Amroth. En la primera línea defensiva estaban los hijos de Elrond rodeados de Dúnedain, y a su derecha el Príncipe Imrahil con sus caballeros. Durante la batalla, Pippin le salvó la vida a Beregond, matando a un troll que iba a matarlo. Los Nazgûl hacía mucho daño al ejército occidental, pero de pronto llegaron las Águilas, con Gwaihir y Landroval a la cabeza.
Cuando el ejército del bien estaba a punto de ser derrotado, el Anillo Único fue destruido, y todo lo que se había hecho por obra de él fue destruido y sus siervos se rindieron o huyeron.

## Batallas de los Hobbits

### Batalla de Delagua
El 2 de noviembre de 3019 de la Tercera Edad, Frodo, Sam, Merry y Pippin llegaron a Delagua, escoltados por un grupo de oficiales. Delante de la posada del Dragón Verde se encontraron a seis rufianes, y los expulsaron, pero estos dieron la voz de alarma, y los hobbits temían un contraataque, así que se prepararon para sublevar la Comarca.
Sam recabó la ayuda de la familia Coto, mientras que Merry, acantonó a los hobbits de Delagua y Hobbiton. Serían unos doscientos, y entre todos montaron unas barricadas en el camino de Delagua. Pippin partió a Alforzaburgo para reunir a los Tuk. Por la noche, unos veinte rufianes llegaron desde Hobbiton, el cabecilla murió y los demás fueron capturados. En la mañana del 13, Pippin llegó con casi un centenar de Tuk. Desde El Cruce y el Camino del Este avanzó un grupo de decenas de rufianes, armados con espadas y garrotes. Los Hobbits encerraron a los rufianes entre dos barricadas y empezaron a combatir. Algunos de ellos lograron escapar, pero fueron perseguidos. Estos rufianes no eran sino semiorcos comandados por Saruman. Al finalizar la batalla, Frodo le perdonó la vida a Saruman y a su esbirro Lengua de Serpiente, sin embargo, cuando se iban, Lengua de Serpiente asesina a su amo y ambos son rematados a flechazos por los hobbits que vigilaban. El espíritu de Saruman ascendió y se disipó en el aire.
Con la batalla terminada, la Guerra del Anillo concluyó y llegó la paz al oeste de la Tierra Media.

## Otros pueblos
Los Dúnedain protegieron a Eriador y sobre todo a la Comarca, además de que la Compañía Gris estaba formada casi totalmente por estos.
Los Beórnidas, por su parte, aunque no tuvieron participación en ninguna gran batalla, mantuvieron el Paso Alto y el Vado de la La Carroca libres de orcos.
Los Hombres del Bosque, que habitaban en el sur del Bosque Negro, repelieron a fuerzas de Dol Guldur y muy posiblemente ayudaron a los elfos de Thranduil a derrotar a Sauron.
Los Drúedain, poco acostumbrados a tratar con extraños, cedieron y dejaron pasar por el Bosque de Drúadan al ejército de los Rohirrim que se dirigían a Minas Tirith, además de que acabaron con todos los gorgûn (orcos en su idioma) y demás siervos de Sauron que huyeron a su bosque.

## Consecuencias
La Guerra del Anillo tuvo consecuencias en casi toda la Tierra Media. Gracias a la derrota de Sauron, Aragorn pudo llegar al trono de Gondor y creó el Reino Reunido, convirtiéndose así en el rey Elessar. El Reino Reunido abarcaba Arnor y Gondor y estaban bajo alianza con Erebor, el reino de Valle y Rohan.
En Rohan comenzó a gobernar Éomer y las cavernas que se encontraban dentro de Cuernavilla, llamadas Cavernas Centelleantes, fueron habitadas por un grupo de Enanos liderados por Gimli.
La torre de Orthanc se le confió a los Ents.
Los hijos de Elrond, Elrohir y Elladan se quedaron en Rivendel y Arwen se casó con Aragorn. Después de la Guerra, Celeborn y Thranduil se repartieron el Bosque Negro, que pasó a llamarse Bosque Verde. La parte que se quedó Celeborn pasó a llamarse Lórien Oriental. Legolas, por su parte, se fue con un grupo de elfos y formó una colonia de elfos en Ithilien.
En Valle, pasó a gobernar Bardo II, ya que el antiguo rey, Brand, fue muerto en la Batalla de Valle.
Thorin III asumió el reinado de Erebor, ya que su padre Dáin murió también en la Batalla de Valle.
La Comarca siguió con su feliz vida, pero con una nueva ley, ningún ser que no fuese un hobbit podría pasar de sus fronteras. Samsagaz Gamyi fue alcalde de la Comarca durante muchos años.
Casi al final de la Tercera Edad del Sol, Gandalf, Frodo Bolsón, Bilbo Bolsón, Elrond, Galadriel y la mayoría de los Altos Elfos partieron en un barco élfico hacia Aman y nunca más se les volvió a ver en la Tierra Media. Años después, Celeborn partió hacia Aman siguiendo el rumbo de su esposa Galadriel.
Así pues, dio comenzó la Cuarta Edad del Sol. En esta edad se selló el destino del resto de la Compañía: Legolas partió junto con su amigo Gimli hacia las Tierras Imperecederas; Pippin y Merry pasaron una vida de lujos, murieron felices y sus cuerpos fueron enterrados a cada lado de la tumba de Aragorn; Sam se casó con Rosita Coto y con ella tuvo varios hijos e hijas, además, fue elegido seis veces como alcalde de La Comarca. En el 61 C.E. Rosita murió, y Sam, ya sin ninguna razón para seguir en la Tierra Media, entregó el manuscrito del Libro Rojo de la Frontera del Oeste a su hija Elanor y partió a Aman, al igual que Frodo y Bilbo, como uno de los portadores del Anillo.

## Adaptaciones
Muchas adaptaciones de El Señor de los Anillos incluyen partes de la guerra de una forma u otra.
Hay varios videojuegos en los que se puede jugar parte de la guerra.
- La Guerra del Anillo. Videojuego de estrategia en tiempo real para ordenador publicado por Sierra Entertainment en el año 2003.
- El Señor de los Anillos: la batalla por la Tierra Media. Videojuego de estrategia en tiempo real para ordenador publicado por Electronic Arts en el año 2004. En el videojuego se pueden jugar todas las batallas pertenecientes a la Guerra del Anillo que aparecen en la trilogía cinematográfica de El Señor de los Anillos, incluidas las batallas del Abismo de Helm y Minas Tirith.
- El Señor de los Anillos: La Batalla por la Tierra Media II. Videojuego de estrategia en tiempo real para PC y XBOX 360 publicado por EA en el año 2006. En este videojuego se pueden jugar las batallas que libraron los elfos y los enanos y que salen en los libros, además de algunas batallas exclusivas del videojuego.
- El Señor de los Anillos: La Conquista. Videojuego de acción en 3ª persona para PC, PS3, XBOX 360 y NDS publicado por EA a principios del año 2009 en donde se pueden jugar las batallas del Abismo de Helm, Moria, Osgiliath, Minas Tirith y los Campos del Pelennor, tanto en los bandos del bien como los del mal.

Además, se muestran batallas de la Guerra del Anillo en la trilogía cinematográfica de El Señor de los Anillos dirigida por Peter Jackson y en la película de animación de El Señor de los Anillos dirigida por Ralph Bakshi y publicada en 1978.
La Guerra del Anillo es el título del octavo volumen del conjunto de libros La historia de la Tierra Media. Tolkien iba a titular el tercer volumen de El Señor de los Anillos en un principio La Guerra del Anillo, pero finalmente se decidió por El retorno del Rey.
Además, hay un juego de rol y estrategia ambientado en la Guerra del Anillo, El Señor de los Anillos, el juego de batallas estratégicas, creado por Games Workshop en 2001.